# Chirimoto (distrito)
Chirimoto é um distrito peruano localizado na Rodríguez de Mendoza, departamento Amazonas. Sua capital é a cidade de Chirimoto.

## Transporte
O distrito de Chirimoto é servido pela seguinte rodovia:
- PE-8C, que liga a cidade de Jazan ao distrito de Soritor (Região de San Martín [2][3][4]